# Крушовац (Караш-Северин)
Крушовац (рум. Crușovăț) насеље је у Румунији у округу Караш-Северин у општини Корња. Oпштина се налази на надморској висини од 273 m.

## Прошлост
Аустријски царски ревизор Ерлер је 1774. године констатовао да место (са српским називом) припада Оршовском округу и дистрикту. Село има милитарски статус а становништво је било претежно влашко.

## Становништво
Према подацима из 2002. године у насељу је живело 557 становника, од којих су сви румунске националности.